# Adria Arjona
Adria Arjona Torres (San Juan, 25 aprile 1992) è un'attrice statunitense.

## Biografia
Arjona iniziò la carriera come modella, posando per alcune riviste. Si è tuttavia affermata come attrice, soprattutto in serie televisive. Si fece notare nel ruolo ricorrente di Dani Silva nella serie Person of Interest, per ottenere poi un ruolo di primo piano nella seconda stagione della serie True Detective. Ha preso parte poi anche alla serie Narcos, mentre nel 2015 è stata annunciata la sua partecipazione nel ruolo della protagonista Dorothy, nella serie Emerald City, in uscita nel 2016 e liberamente ispirato a Il meraviglioso mago di Oz. Per il grande schermo, ha recitato in Little Galicia di Albert Ponte, in Anomalous di Hugo Stuven Casasnovas ed in The Belko Experiment di Greg McLean.
Nel 2020 è testimonial della fragranza ecosostenibile My Way di Giorgio Armani, creata da Carlos Benaim e Bruno Janovic. Nel 2021 è nel film Morbius al fianco di Jared Leto e Matt Smith. Per l'interpretazione, Arjona ha vinto il Razzie Award alla peggior attrice non protagonista. Nel 2022 ha fatto parte del cast della prima stagione di Andor nel ruolo di Bix Caleen, venendo poi confermata anche per la seconda stagione.

## Vita privata
Adria Arjona è figlia del cantante guatemalteco Ricardo Arjona e della moglie portoricana, Leslie Torres. Conserva entrambe le nazionalità. Nacque a Porto Rico, ma presto si trasferì a Città del Messico, dove la famiglia risiedeva. All'età di dodici anni si trasferì con la madre ed il fratello a Miami e sei anni più tardi a New York. Dal 2024 ha una relazione con l’attore statunitense Jason Momoa.

## Filmografia

### Cinema
- Little Galicia, regia di Albert Ponte (2015)
- Anomalous, regia di Hugo Stuven Casasnovas (2016)
- The Belko Experiment, regia di Greg McLean (2016)
- Life of the Party - Una mamma al college (Life of the Party), regia di Ben Falcone (2018)
- Pacific Rim - La rivolta (Pacific Rim: Uprising), regia di Steven S. DeKnight (2018)
- Triple Frontier, regia di J. C. Chandor (2019)
- Wasp Network, regia di Olivier Assayas (2019)
- 6 Underground, regia di Michael Bay (2019)
- Sweet Girl, regia di Brian Andrew Mendoza (2021)
- Morbius, regia di Daniel Espinosa (2022)
- Il padre della sposa - Matrimonio a Miami (Father of the Bride), regia di Gary Alazraki (2022)
- Hit Man - Killer per caso (Hit Man), regia di Richard Linklater (2023)
- Blink Twice, regia di Zoë Kravitz (2024)

### Televisione
- Unforgettable – serie TV, episodio 2x04 (2014)
- Person of Interest – serie TV, episodi 4x08-4x13 (2014-2015)
- True Detective – serie TV, 6 episodi (2015)
- Narcos – serie TV, episodio 1x02 (2015)
- Emerald City – serie TV, 10 episodi (2017)
- Good Omens – serie TV, 5 episodi (2019)
- Monsterland – serie TV, episodio 1x06 (2020)
- Irma Vep - La vita imita l'arte (Irma Vep), regia di Olivier Assayas – miniserie TV, puntate 1-6-7 (2022)
- Andor – serie TV, 17 episodi (2022-2025)

## Riconoscimenti
- 2017 – Imagen Awards[11]
  - Candidatura alla miglior attrice televisiva per Emerald City

## Doppiatrici italiane
Nelle versioni in italiano delle opere in cui ha recitato, Adria Arjona è stata doppiata da:
- Virginia Brunetti in Pacific Rim - La rivolta, Triple Frontier, 6 Underground, Hit Man - Killer per caso
- Veronica Puccio in Life of the Party - Una mamma al college, Il padre della sposa - Matrimonio a Miami, Blink Twice
- Eva Padoan in Emerald City, Andor
- Gea Riva in The Belko Experiment, Morbius
- Federica De Bortoli in Good Omens, Sweet Girl
- Chiara Gioncardi in Person of Interest
- Ughetta d'Onorascenzo in True Detective
- Domitilla D'Amico in Irma Vep - La vita imita l'arte